# 基恩士
基恩士公司（日语： Kīensu；東證1部：6861）是日本一家上市公司，创立于1974年，制造销售自动化传感器、视觉系统、扫码器、激光打标机、测量仪器、数字显微镜等工厂自动化领域。在44个国家设有200個分支机构。采取直销方式。該公司在日本國外的營業額佔總營業額的半數以上。
瀧崎武光於1974年成立Lead電機公司，1986年更名為Keyence（Key of Science之意）。美國《富比世》雜誌每年選出全球百大創新企業，從2011年至2019年已連續8年入選，行銷特色是不透過代理商，而是讓業務人員直接銷售。
基恩士是一家无厂半导体公司，专注于产品规划与研发，并不最终制造出产品；而是由合同厂商制造并检验产品。全球客户超过200,000家。